# Émile Chevallier
Émile Chevallier est un économiste et homme politique français, né le 21 décembre 1851 à Liancourt (Oise) et décédé le 1er février 1902 à Paris.

## Biographie
Avocat et juriste de formation, il est professeur de droit, spécialisé dans l'économie politique, et enseigne notamment à l'Institut national agronomique.
Il publie aussi de nombreux ouvrages d'économie politique, consacrés notamment au salaire et à la condition des pauvres. Son travail théorique est reconnu est consacré à de nombreuses reprises, notamment par plusieurs distinctions de la part de l'Académie des sciences morales et politiques.
Parallèlement, il entame une carrière politique dans son département d'origine. Conseiller général de l'Oise, il est élu député en 1893, réélu en 1898.
Républicain modéré, il siège avec les « progressistes » et participe assez activement à l'activité parlementaire.
Il intervient notamment, en qualité de rapporteur, sur la loi Méline qui crée les organismes consultatifs agricoles (notamment les chambres d'agriculture).
Il décède brutalement, en cours de mandat, le 1er février 1902.

## Sources
- « Émile Chevallier », dans le Dictionnaire des parlementaires français (1889-1940), sous la direction de Jean Jolly, PUF, 1960 [détail de l’édition]